# ファインケミカルジャパン
ファインケミカルジャパン株式会社は、東京都江東区に本社を置く工業化学製品の製造販売を行う化学工業である。

## 沿革
- 1982年 - 会社設立

## 事業所
本社
- 東京都江東区福住1-15-3

工場
- 千葉工場　千葉県八街市滝台字太郎坊1019-2

営業所
- 大阪営業所　大阪府大阪市八幡屋2-13-10
- 小山営業所　栃木県小山市城東1-1-34

## 商品
- フッ素樹脂
- シリコーン樹脂
- 防錆コーティング剤
- 常温黒染剤
- 金属保護剤（剥離可能）
- 溶接用化学製品
- 切削加工用化学製品
- 離型・高温・高荷重用潤滑剤
- 潤滑剤
- 洗浄剤
- 漏洩検査剤
- 帯電防止剤
- 電磁波シールド剤
- 繊維一時硬化剤
- シール剥離剤
- ホコリ除去剤
- 急冷剤
- 断熱剤